# Vera Rockline
Pour les articles homonymes, voir Rokhline.
Véra Rockline (en russe : Вера Николаевна Рохлина, Vera Nikolaïevna Rokhlina), ou Vera Rocklin, est une peintre russe née à Moscou en 1896 et morte à Paris le 4 avril 1934.

## Biographie
Son père, Nicolas Schlezinger, est russe, et sa mère, Jeanne Malebranche, française. Née en 1896 à Moscou, Vera Schlezinger y commence sa carrière étudiant dans l'atelier d'Ilia Machkov ; elle devient plus tard l'élève d'Alexandra Exter à Kiev en Ukraine. Elle se marie en janvier 1918 avec M. Rokhlin. À la suite de la révolution, elle se bricole des toiles et de la peinture, tandis même que les tableaux ne se vendent pas et qu'elle doit réaliser des fresques murales de propagande afin de se payer à manger.
En 1918-1919, elle expose, sous le nom de Schlezinger, à l'Union des Peintres Russes, l'exposition des Peintres et Sculpteurs Juifs, la 24e Exposition de l'Association des Artistes Moscovites et à la 5e exposition nationale de peinture « De l'Impressionnisme à l'Abstraction ». 
Vera Rockline fuit le pays avec son mari au printemps 1919, son périple dure deux mois où elle passe douze heures sur le marchepied d'un train et se cache pendant trois jours entourée de melons avec 60 personnes dans la cale minuscule d'un bateau à vapeur lors de la traversée de la mer Noire. Elle arrive en Géorgie à Tiflis, où elle vit avec son mari qu'elle quittera pour venir en France en septembre 1921. 
D'abord installée dans la maison familiale de Bourgogne à Recey-sur-Ource, dont sa mère est originaire, elle s'établit ensuite à Paris, à Montparnasse et, dès 1922, sous le nom de « Véra Rochline» , elle reçoit honneurs et succès lors des expositions aux Salon des indépendants, des Tuileries et d'Automne où le couturier Paul Poiret lui achète quatre de ses œuvres. Elle est l'amie de Zinaïda Serebriakova.
Lorsque Paul Poiret expose en avril-mai 1923 sa collection privée à la galerie Barbazanges, Rockline est présentée entre autres avec les œuvres de Kees van Dongen, Amedeo Modigliani, Pablo Picasso, Henri Matisse et Jacqueline Marval. Très appréciée du milieu intellectuel, elle est ensuite exposée 11 rue de Seine dans la galerie du poète Charles Vildrac en 1925. Paul Poiret écrit à cette occasion la préface de son catalogue dans lequel on peut lire « J'aime la peinture de Véra Rockline. Je plains ceux qui ne l'aiment pas. Que dire à ceux qui n'ont pas encore compris ? ». Cette même année, le Musée du Luxembourg lui achète la toile Victuailles.
En 1926, elle expose à la galerie Georges Bernheim, puis à la galerie Le Studio en 1929, et à la galerie Barreiro en 1930, qui la produit les quatre années suivantes.
Elle reçoit régulièrement les louanges des critiques d'art Raymond Escholier et Marius-Ary Leblond.
En 1934, à 38 ans, et encore au sommet de la gloire, elle décide de mettre fin à ces jours. 
Elle est inhumée dans le caveau familial au cimetière de Recey-sur-Ource, département de la Côte-d'Or en région Bourgogne-Franche-Comté,
Il faut attendre 2002 et la grande exposition « Elles de Montparnasse » au Musée du même nom pour que son œuvre s'inscrive définitivement dans l'histoire de l'art en France. Rockline est exposée en compagnie des œuvres de Tamara de Lempicka, Marie Laurencin, Chana Orloff, Sonia Delaunay et Nathalie Gontcharoff,,.
En 1984 la Galerie Drouart à Paris, a organisé la Rétrospective Vera Rockline, en exposant une quarantaine d'œuvres entre 1918 et 1934.
Depuis 2017, la Galerie Drouart prépare le catalogue raisonné de Vera Rockline sous l'égide d'Arthur Cavanna.

## Style
Les premiers travaux de Rockline montrent une tendance cubiste, sous l'influence de son mentor Alexandra Exter. Mais rapidement attirée par Pierre Paul Rubens et Auguste Renoir, elle peint surtout des nus et des portraits. Elle a aussi peint de nombreux paysages et natures mortes, dans un style unique de postimpressionnisme.

## Galerie

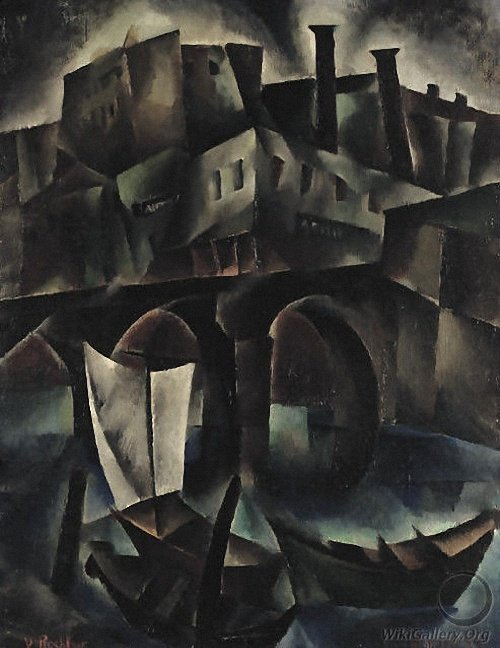
Vue de Tiflis, 1917
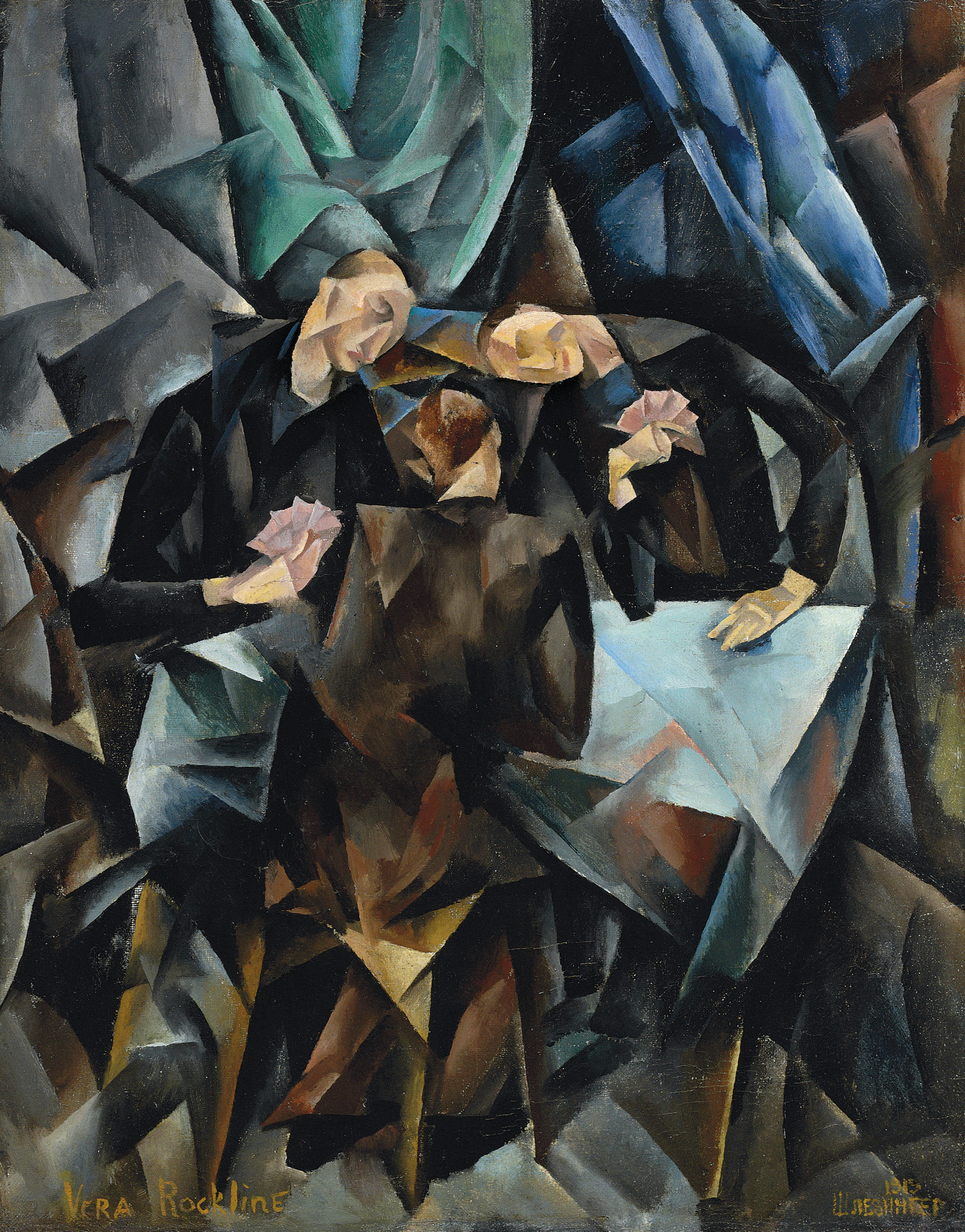
Joueurs de cartes, 1919
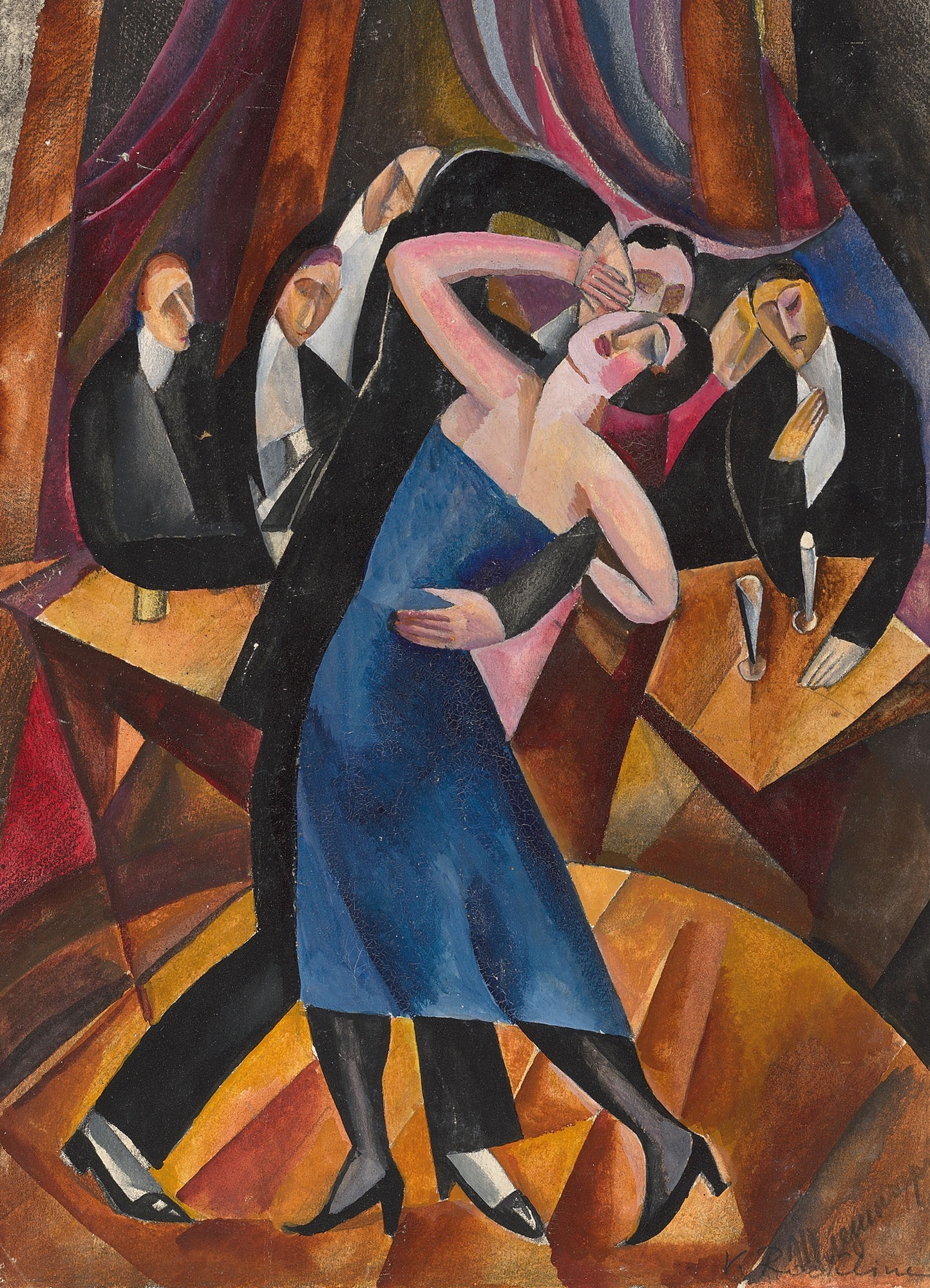
Danseurs de tango, c.1919-1921
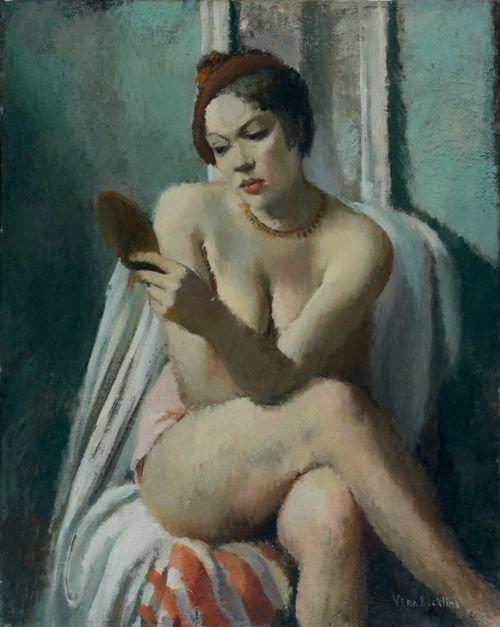
Nu assis avec miroir, 1920
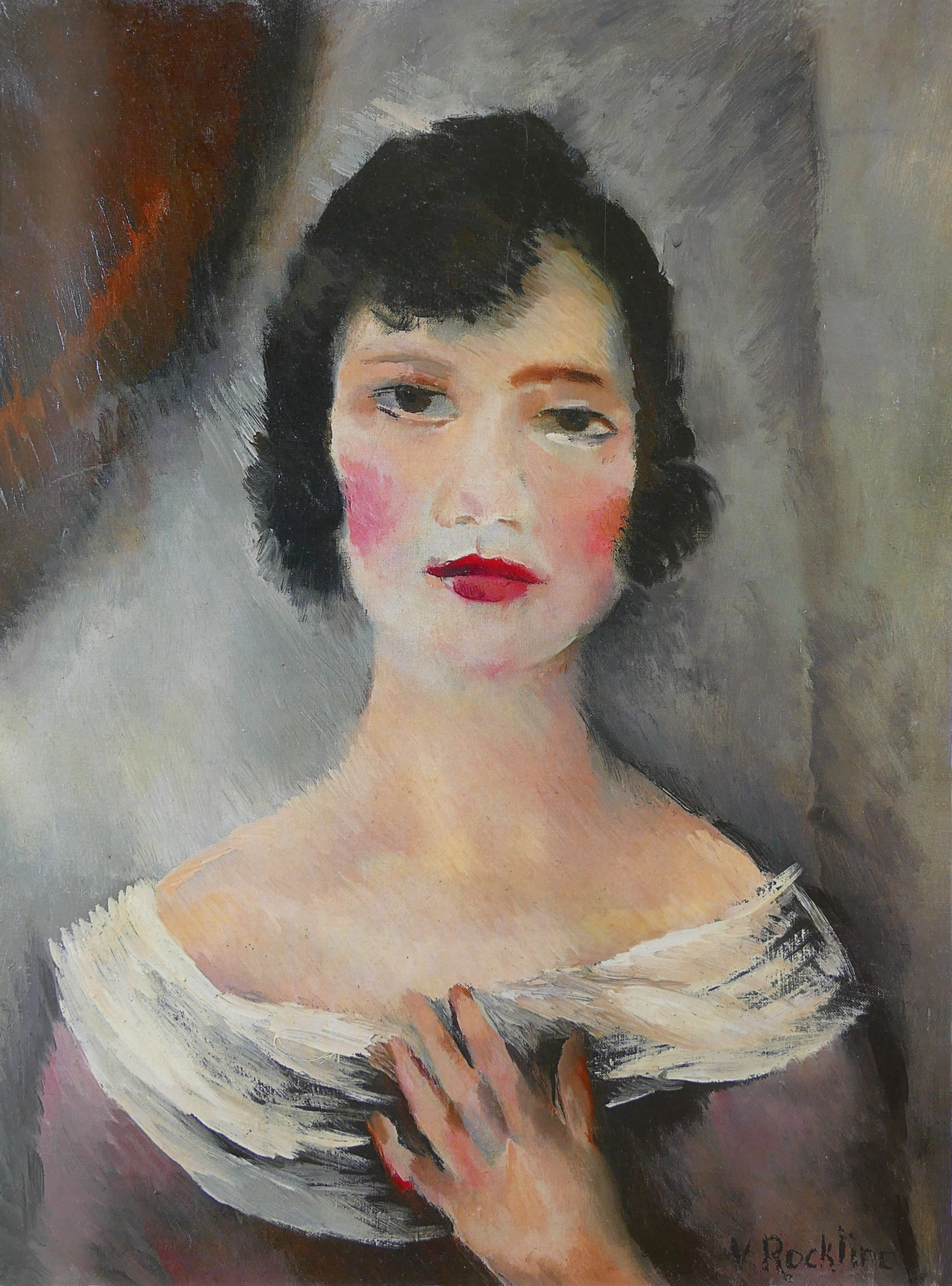
Autoportrait en robe rose, 1922
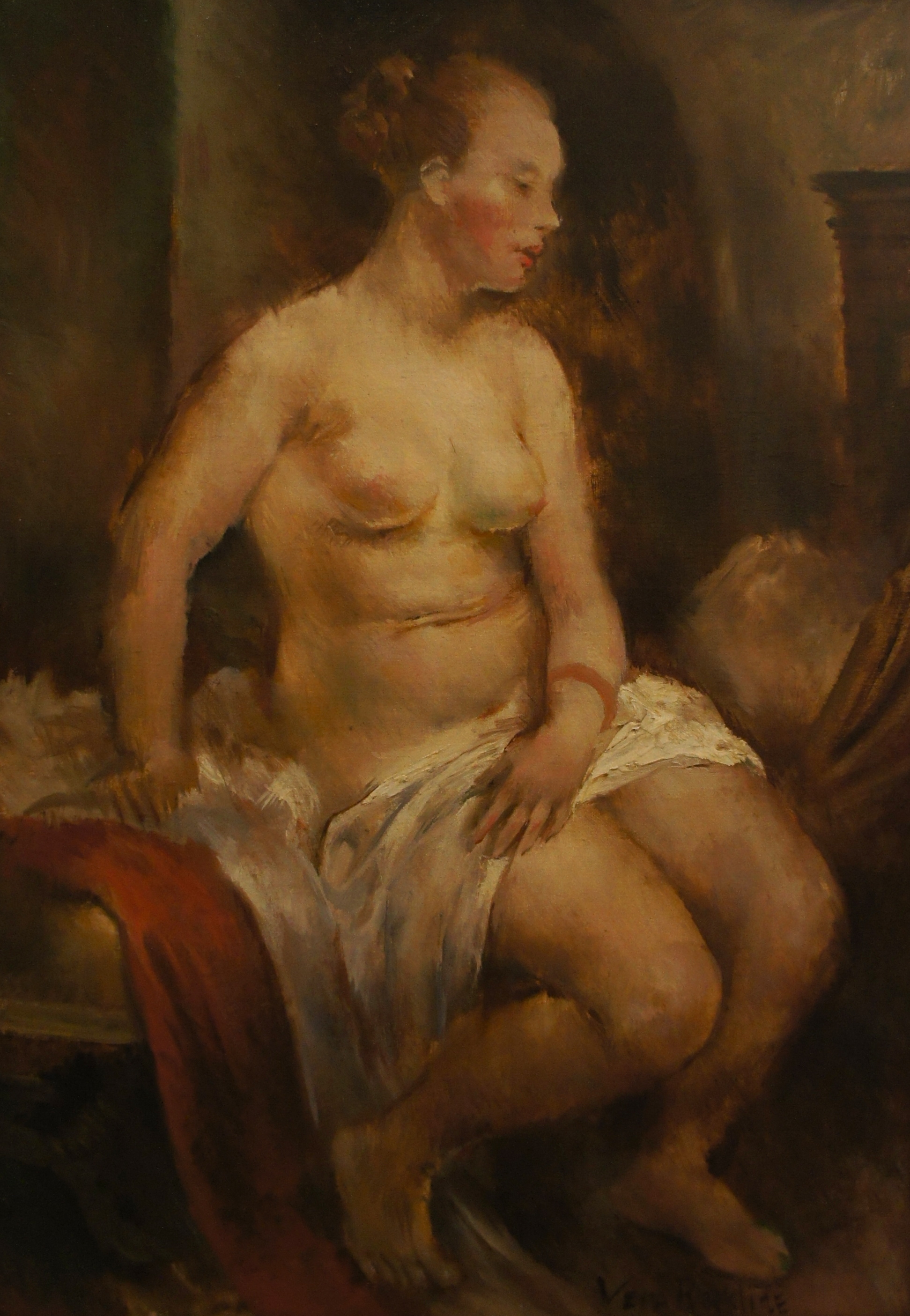
Nu assis